# Vaida Pikauskaitė
Vaida Pikauskaitė (Utena, 29 de marzo de 1991) es una deportista lituana que compitió en ciclismo en la modalidad de pista, especialista en la prueba de persecución por equipos. Ganó dos medallas en el Campeonato Europeo de Ciclismo en Pista, oro en 2012 y plata en 2010.

## Medallero internacional
| Campeonato Europeo | Campeonato Europeo   | Campeonato Europeo | Campeonato Europeo      |
| Año                | Lugar                | Medalla            | Competición             |
| ------------------ | -------------------- | ------------------ | ----------------------- |
| 2010               | Pruszków (Polonia)   | Medalla de plata   | Persecución por equipos |
| 2012               | Panevėžys (Lituania) | Medalla de oro     | Persecución por equipos |